# Marquesado de Almenara (1623)
El marquesado de Almenara es un título nobiliario español creado por el rey Felipe IV mediante real decreto del 11 de julio de 1623 y en favor de Luis Antonio Fernández Portocarrero y Manrique, señor de Almenara, para los hijos primogénitos de los condes de Palma del Río.
Existe otro título de igual denominación creado por el rey Felipe II en 1587.
El nombre del marquesado se refiere al castillo y la dehesa de Almenara, próxima a Peñaflor en la provincia de Sevilla.

## Historia de los marqueses de Almenara
Luis Antonio Fernández de Portocarrero y Manrique (Palma del Río, 25 de febrero de 1566-1639), también llamado Luis Antonio Fernández Portocarrero Bocanegra, III conde de Palma del Río y V señor de Almenara, hijo de Luis de Portocarrero, señor de Almenara y de su segunda esposa, Luisa Manrique, contrajo matrimonio con Francisca de Mendoza, V marquesa de Montes Claros y V de Castil de Vayuela. El primer marqués de Almenara fue su hijo primogénito:
- Luis Andrés Fernández Portocarrero y Guzmán Portocarrero (Madrid, 30 de noviembre de 1597-1636[5]), I marqués de Almenara, también llamado Luis Andrés Fernández Portocarrero Mendoza y Luna.[6]

Casó en 1623, en Teba, con Leonor de Guzmán Enríquez de Rivera Portocarrero (m. Palma del Río, 21 de diciembre de 1661), hija de Luis de Guzmán y Guzmán, II marqués de la Algaba, III marqués de Ardales y III conde de Teba, y de Inés Portocarrero.  Murió antes que su padre y, por tanto, no le sucedió en el condado de Palma del Río. Le sucedió su hijo:
- Fernando Luis Portocarrero y Mendoza (1629-1649) II marqués de Almenara,[9] IV conde de Palma del Río, VI marqués de Montesclaros y VI de Castil de Vayuela.

Contrajo matrimonio en 1648, cuando tenía 18 años, con Antonia de Moscoso Osorio y Fernández de Córdoba, hija de Lope de Moscoso Mendoza, IV marqués de Almazán y de Juana Fernández de Córdoba y Rojas, V marquesa de Poza. Le sucedió su único hijo:
- Luis Antonio Tomás Portocarrero y Mendoza (Palma del Río, 7 de marzo de 1649-1723), también llamado Luis Antonio Fernández Portocarrero Bocanegra, III marqués de Almenara, V conde de Palma del Río,[9] VII marqués de Montesclaros, grande de España en 1697, caballero de la Orden de Santiago. Heredó todos los títulos de la casa al quedar huérfano con cinco meses de edad.[9]

Casó en 1667 con María Leonor de Moscoso Osorio, hija de Gaspar de Mendoza y Moscoso, V marqués de Almazán, y de Inés de Guzmán. Le sucedió su hijo:
- Joaquín Fernández Portocarrero Mendoza y Luna (Madrid, 27 de marzo de 1681-c. 1723), también llamado Joaquín Fernández Portocarrero Moscoso Osorio, IV marqués de Almenara y caballero de la Orden de Santiago en 1700.[11] Al fallecer soltero, antes que su padre, no heredó las casas de Palma del Río y Bocanegra.[11][10] Le sucedió su hermano:

- Gaspar Tomás Fernández Portocarrero (Madrid, 8 de marzo de 1687-1730), V marqués de Almenara,[11][12][a]  VI conde de Palma del Río, VIII marqués de Montesclaros,[1] IX marqués de Castil de Bayuela, hijo del III marqués de Almenara.

Casó en 1726 con Ana Manuela Sinforosa Manrique de Guevara, XIII duquesa de Nájera, (1692-1730), XVI condesa de Valencia de Don Juan, VII condesa de La Revilla, XV condesa de Treviño, y XI marquesa de Cañete. Le sucedió su único hijo:
- Joaquín María Fernández Portocarrero Manrique de Guevara (m. 17 de marzo de 1731), VI marqués de Almenara,[11] heredó los títulos de su padre pero al fallecer a los dos años de edad, los títulos pasaron a su tío paterno:[11]

- Agustín José Fernández de Portocarrero (Madrid 19 de marzo de 1689-27 de junio de 1748), VII marqués de Almenara,[11] VIII conde de Palma del Río,[13][1] grande de España, X marqués de Montesclaros, deán de Toledo, hermano del VI conde, heredó los títulos a la muerte de su sobrino en 1731. Le sucedió su hermano:[14]

- Joaquín Fernández Portocarrero y Mendoza (Madrid 27 de mayo de 1681-Roma, 2 de junio de 1760),[14] VIII marqués de Almenara,[11] IX conde de Palma del Río, XI marqués de Montesclaros, consagrado cardenal el 9 de septiembre de 1743.[15]  A su muerte, hubo un pleito por la sucesión entre: Pedro de Alcántara de Silva y Fernández de Híjar, duque de Híjar; Carlos Gutiérrez de los Ríos, VI conde de Fernán Núñez; Ventura Osorio de Moscoso, X conde de Altamira, Juan Bautista Centurión, VII marqués de Estepa; Joaquín Antonio Palafox, VI marqués de Ariza, y José Pérez de Guzmán. Sucedió en el marquesado por sentencia de 1761:

- Pedro Pablo Alcántara de Silva Fernández de Hijar y Abarca de Bolea (25 de noviembre de 1741-Madrid, 23 de febrero de 1808),[16] X marqués de Almenara,[16]  IX duque de Híjar, X duque de Lécera, IX duque de Aliaga, VIII conde de Vallfogona, X conde de Palma del Río, XII marqués de Montesclaros, etc., único hijo de Joaquín Diego de Silva Fernández de Híjar y Portocarrero Funes de Villalpando y María Engracia Abarca de Bolea y Pons de Mendoza.[8] tercer nieto de Agustina de Portocarrero, hermana del IV conde de Palma del Río y II marqués de Almenara.

Casó el 16 de julio de 1761 con Rafaela de Palafox Rebolledo y Croy d'Havré. Le sucedió su hijo:
- Agustín Pedro de Silva Fernández de Híjar y Palafox (Madrid, 14 de abril de 1773-12 de diciembre de 1817), XI marqués de Almenara y X duque de Híjar.[16]

Contrajo matrimonio con María Fernanda Teresa Francisca Josefa Fitz-James Stuart y Stolberg-Gedern. Le sucedió su hija:
- María Francisca de Silva-Fernández de Hijar y Fitz-James Stuart (m. 26 de septiembre de 1818), XII marquesa de Almenara y XII condesa de Palma del Río; Le sucedió su tío:

- José Rafael Fadrique de Silva Fernández de Hijar (Madrid, 29 de marzo de 1776-16 de septiembre de 1863),[17] XIII marqués de Almenara,[17] XII duque de Híjar, XIII duque de Lécera, XIII duque de Aliaga, XIII conde de Palma del Río,[17] etc.

Contrajo matrimonio el 19 de agosto de 1801 con Juana Nepomuceno Fernández de Córdoba (1785-1808), hija de José María Fernández de Córdoba y Sarmiento Sotomayor, VII conde de Salvatierra, IX marqués de Baides, etc. y de María Antonia Fernández de Villarroel. Nacieron tres hijos de este matrimonio; Cayetano, Andrés Avelino (1807-1885) y María Antonia, que falleció con once meses. Le sucedió su hijo primogénito:
- Cayetano de Silva y Fernández de Córdoba (Madrid, 2 de noviembre de 1805-Perpiñán, 25 de enero de 1865), XIV marqués de Almenara,[20] XIII duque de Híjar, de Castellot, XIV conde de Palma del Río, XIV conde de Aranda, XI conde de Salvatierra, etc.;[20]

Casó en Madrid el 31 de diciembre de 1825 con María de la Soledad Bernuy y Valda (1806-1871), hija de Francisco de Paula Bernuy y Valda, marqués de Valparaíso y conde de Montealegre, y de su esposa Ana Agapita de Valda Teleiro y Maldonado. Le sucedió su único hijo:
- Agustín de Silva y Bernuy Fernández de Híjar (Madrid, 10 de mayo de 1826-16 de mayo de 1872), XV marqués de Almenara, XIV duque de Híjar, XV duque de Aliaga y Casellot, etc.

Contrajo matrimonio con Luisa Fernández de Córdoba y Pérez de Barradas (m. 1902) Le sucedió el hijo de Andrés Avelino de Silva y Fernández de Córdoba, hermano del XIV marqués, por tanto su primo carnal, y de su esposa María Isabel Carolina Campbell:
- Alfonso de Silva Fernández de Híjar y Campbell (Bayona, 6 de agosto de 1848-Madrid, 17 de febrero de 1929), XVI marqués de Almenara,[21][23] XV duque de Híjar.

Contrajo matrimonio con María del Dulce Nombre Fernández de Córdoba y Pérez de Barrada. Le sucedió su hijo segundogénito;
- Alfonso de Silva Fernández de Híjar y Fernández de Córdoba (Pau, 4 de agosto de 1888-Madrid, 8 de mayo de 1955), XVII marqués de Almenara,[26] XVI duque de Híjar, grande de España, XVII duque de Aliaga, XVII conde de Aranda, XI marqués de Vicente del Barco, XII conde de Salvatierra, XXIII conde de Ribadeo.[25]

Contrajo matrimonio en Madrid el 8 de febrero de 1899 con María del Rosario Gurtubay y González de Castejón (1879-1948). De este matrimonio nació una hija, María del Rosario de Silva y Gurtubay (1900-1934), XII marquesa de San Vicente del Barco, grande de España, que se casó el 7 de octubre de 1920 con Jacobo Fitz-James Stuart y Falcó Osorio, XVII duque de Alba y de duque de Berwick. Le sucedió su nieta;
- María del Rosario Cayetana Fitz-James Stuart y Silva, XVIII marquesa de Almenara, XVII duquesa de Híjar, XVII duquesa de Aliaga, XVIII duquesa de Alba de Tormes, XI duquesa de Berwick, XI duquesa de Liria y Jérica, XII duquesa de Montoro, III duquesa de Huéscar, XI duquesa de Arjona, XIV condesa-duquesa de Olivares, XI marquesa de San Vicente del Barco, XVIII condesa de Palma del Río, etc.

Contrajo tres matrimonios: con Luis Martínez de Irujo y Artázcoz, el único matrimonio del que hubo sucesión; con Jesús Aguirre y Ortiz de Zárate; y Alfonso Díez Carabantes. Le sucedió, de su primer matrimonio, por cesión, su hijo segundogénito:
- Alfonso Martínez de Irujo y Fitz-James Stuart, XIX marqués de Almenara, XVIII duque de Híjar, XVIII duque de Aliaga, marqués de Orani, XVIII conde de Aranda, XIV conde de Ribadeo, XVII conde de Guimerá, XIX conde de Palma del Río.

Casó el 4 de junio de 1977, en Madrid, con María de la Santísima Trinidad de Hohenlohe-Langenbourg y de la Cuadra (divorciados desde 1985). Padres de Luis y de Javier Martínez de Irujo y de Hohenlohe-Langenbourg. Le sucedió, por cesión en el año 2015, su hijo segundogénito:
- Javier Martínez de Irujo y Hohenlohe-Langenburg, XX marqués de Almenara.[27]

Casó, en 2008, con Inés Domecq Fernández, hija de Huberto Domecq Ybarra y de María Jesús Fernández Govantes.